# Kalanchoe suarezensis
Kalanchoe suarezensis ist eine Pflanzenart der Gattung Kalanchoe in der Familie der Dickblattgewächse (Crassulaceae).

## Beschreibung

### Vegetative Merkmale
Kalanchoe suarezensis ist eine ausdauernde oder zweijährige Pflanze. Ihre kräftigen, stielrunden Triebe weisen einen Durchmesser von 2 bis 2,5 Zentimeter auf und sind 40 bis 60 Zentimeter hoch. Die dicken, dicht gedrängten, graugrünen, glauken, zurückgebogenen Laubblätter sind gestielt. Der dicke, im oberen Teil breit gefurchte und zur Basis hin verdickte Blattstiel weist einen Durchmesser von 6 bis 7 Millimeter auf und ist 1 bis 5 Zentimeter lang. Ihre lanzettliche Blattspreite ist 12 bis 15 Zentimeter lang und 5 bis 10 Zentimeter breit. Ihre Spitze ist verschmälert, die Basis verschmälert bis gestutzt. Der Blattrand ist grob und unregelmäßig gezahnt. Nahe der Blattspitze trägt er Brutknospen.

### Generative Merkmale
Der rispige bis ebensträußige Blütenstand ist vielblütig. Die hängenden Blüten stehen an schlanken, 15 bis 20 Millimeter langen Blütenstielen. Der Kelch ist rot bis rötlich violett. Die zylindrische, an ihrer Basis gerundete Kelchröhre ist 12 bis 16 Millimeter lang. Die zugespitzten, ausgebreiteten oder zurückgebogenen Kelchzipfel weisen eine Länge von 8 bis 10 Millimeter auf. Die Blütenkrone ist rosafarben bis gelb, die Kronröhre kugelförmig, etwas vierkantig und 23 bis 26 Millimeter lang. Ihre zurückgebogenen, stark zugespitzten, spärlich drüsig-haarigen Kronzipfel weisen eine Länge von 10 bis 12 Millimeter auf und sind 3 Millimeter breit. Die Staubblätter sind unterhalb der Mitte der Kronröhre angeheftet und ragen nicht aus der Blüte heraus. Die schwarzen, an ihrer Basis speerspitzenförmigen Staubbeutel sind 1 bis 1,5 Millimeter lang. Die quadratischen, an ihrer Spitze herzförmigen Nektarschüppchen weisen eine Länge von etwa 2 Millimeter auf und sind 1,5 Millimeter breit. Das längliche Fruchtblatt weist eine Länge von 8 bis 10 Millimeter auf. Der Griffel ist 15 bis 25 Millimeter lang.
Die zylindrischen Samen erreichen eine Länge von 0,3 bis 1 Millimeter.

## Systematik und Verbreitung
Kalanchoe suarezensis ist im Norden von Madagaskar auf Kalkfelsen verbreitet.
Die Erstbeschreibung durch Henri Perrier de La Bâthie wurde 1928 veröffentlicht.

## Nachweise